# Antoine Elwart
Antoine-Aimable-Élie Elwart né à Paris 1er le 19 novembre 1808 et mort à Paris 18e le 14 octobre 1877, est un compositeur, musicologue et musicographe français.

## Biographie

### Enfance
Antoine Elwart naît le 19 novembre 1808 à Paris dans la maison familiale de la rue Coquillière où son père exerçait le métier de tailleur. À dix ans il entre comme enfant de chœur à la maîtrise de l'église Saint-Eustache : Antoine Ponchard (maître de chapelle depuis 1815) assure ainsi sa première formation musicale. Cet enseignement le marque pour toute sa vie,  la musique spirituelle reste une de ses grandes influences.
Curieux de découvrir l'activité de musicien professionnel, il s'échappe du travail de fabricant de caisse où ses parents l'avaient envoyé et parvient à devenir second violon dans un orchestre de rue. Il ne tarde pas à faire parler de lui et dès 1823, à l'âge de quinze ans, on donne une Messe à quatre voix et grand orchestre de sa composition en l'Église Saint-Roch de Paris.

### Formation
En 1825, le chanteur Charles Cambon interprète une scène d'Elwart sur le motif de l'Exilé. Cette année marque surtout son entrée à l'École royale de musique (futur Conservatoire de Paris) en classe de contrepoint, d'harmonie et de fugue et composition. Ses professeurs seront François-Joseph Fétis, Jean-François Lesueur, Berlioz. Elwart y remporte le Premier prix de fugue en 1830. En 1835, il fait jouer une nouvelle Messe le jour de la Sainte-Cécile.
Il tenta le Grand prix de Rome en 1831 avec la cantate La Fuite de Bianca Capello mais ne gagna que le deuxième Second prix.

### Prix de Rome
Il lui fallut attendre 1834 pour remporter le Grand Prix avec L'Entrée en loge, cantate composée sur un texte de Gail. Il devient ainsi pensionnaire à la Villa Médicis. Il quitte son poste de répétiteur de la classe de composition de Antoine Reicha le temps de son séjour à la Villa Médicis.
Déjà connu du public parisien, il fait jouer en France ses compositions qu'il envoie depuis Rome. Il produit une Deuxième messe solennelle en 1835 dédiée à la duchesse d'Orléans, un opéra italien et le funèbre Omaggio alla memoria di Vincenzo Bellini (novembre 1835 - Théâtre Valle de Rome)  en hommage au célèbre compositeur d'opéras décédé peu auparavant. Il présente une Ouverture le 20 octobre 1838, mal reçue par un jury sceptique et contre de possibles innovations : les trois voix d'hommes sur le second motif en mi mineur ont vraisemblablement laissé un goût amer.

### Carrière au Conservatoire
De retour à Paris en 1837, il regagne le Conservatoire, mais devient professeur adjoint de Reicha puis titulaire de sa propre classe créée par Luigi Cherubini, alors directeur du Conservatoire de Paris. Jusqu'à sa retraite en 1871, Elwart occupera ce poste. Il eut comme élèves Louis-Aimé Maillart, Georges Bousquet, Théodore Gouvy, Jean-Baptiste Weckerlin, Emile Prudent, Olivier Métra, Pierre-Edmond Hocmelle, Adolphe Blanc, Albert Gisarn, Victor-Frédéric Verrimst, Florimond Ronger dit Hervé ( Hervé un musicien paradoxal Renée Cariven-Galharret, Dominique Ghesquiére Editions des Cendres,1992)et Oscar Comettant qui le décrit comme "un lettré ingénieux et spirituel". Il semble qu'il eut de bons rapports avec ses élèves, ces derniers le surnommant ironiquement "le petit père Elwart".
En parallèle de ses cours, Antoine Elwart est un compositeur fécond : il réalise une Messe solennelle  en 1838 pour le baptême du comte de Paris (futur prétendant « Philippe VII »), et présentée le 24 août. Le 4 février, il avait fait jouer une Messe à l'église St-Eustache, avec Pierre-Louis Dietsch à l'orgue et Ambroise Thomas à la direction.
Il meurt à Paris, au 18e arr. le 14 octobre 1877.

## Décorations

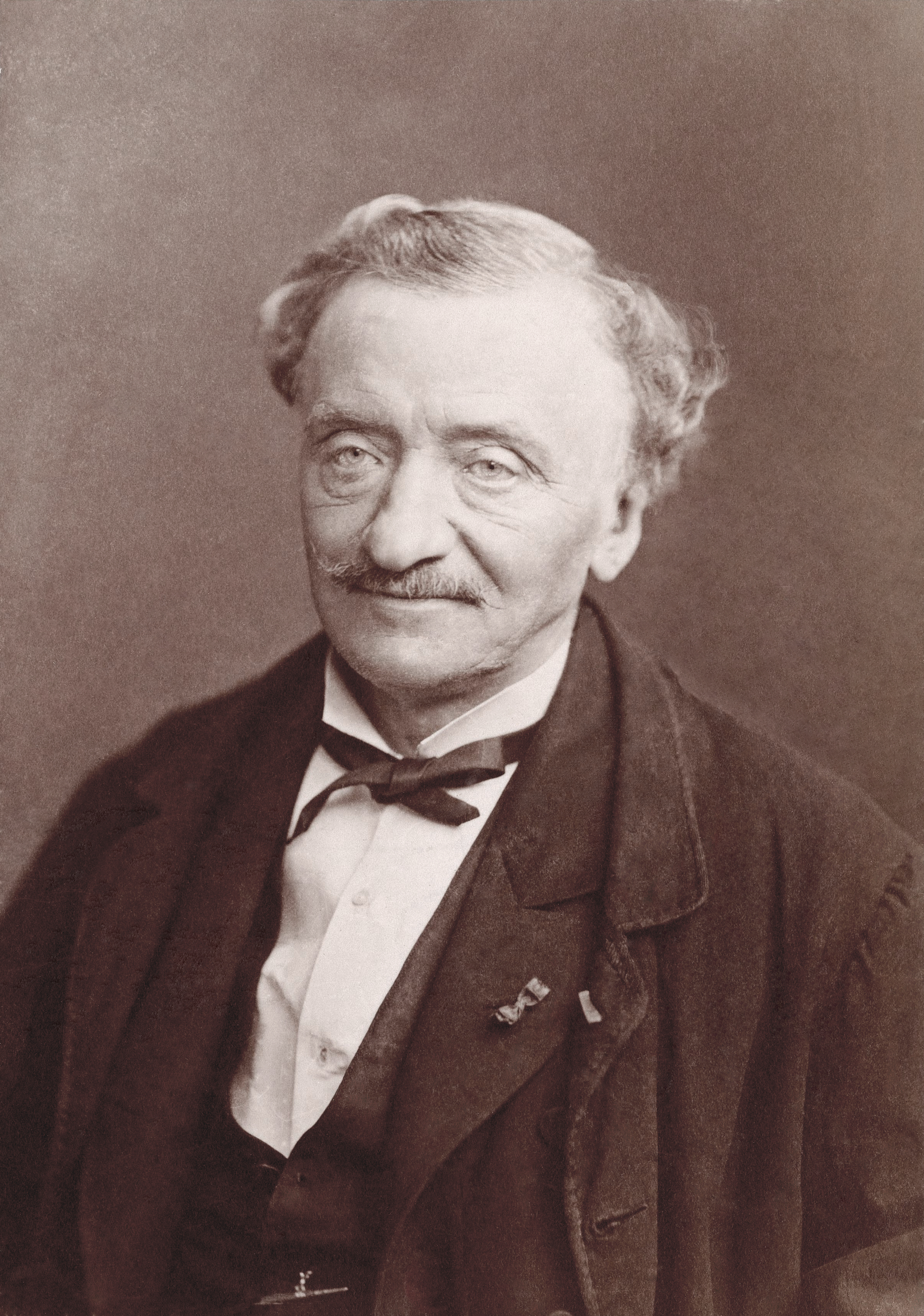
Elwart à la fin de sa vie, par Nadar.

Il reçoit la Croix d'Espagne par Charles III; le roi de Prusse le décore quant à lui de la Croix de l’aigle rouge. Il reçut la Légion d'honneur en 1873 dans la salle du Conservatoire, distinction à laquelle il répondra sur le ton de l'humour « Vive la République ! ». Et de répondre « Vous comprenez, j’ai fait une cantate pour célébrer la gloire de Charles X, il ne m’a pas décoré ; j’ai célébré en musique les vertus de Louis Philippe, il ne m’a pas décoré ; j’ai chanté les bienfaits de l’Empire, l’empereur ne m’a pas décoré ; je n’ai jamais rien fait pour la République, et elle me décore ; il est bien juste que je lui sache gré ! »

## Œuvres
- Messe, pour quatre voix et grand orchestre (1823)
- La Fuite de Bianca Capello, cantate (1831)
- Cäcilienmesse (1832)
- L'Entrée en loge, cantate (1834)
- Deuxième Messe solennelle (1835)
- Omaggio alla memoria di Vicenzo Bellini (1835)
- Messe solennelle (1838)
- Miserere pour huit chanteurs solistes
- Les Catalans, opéra (Rouen - 1840)
- Noé ou le Déluge universel, Symphonie-oratorio (1845)
- La naissance d'Eve, oratorio (1846)
- Chœur de Alceste de Euripide, (1847)
- Te Deum républicain (1848)
- Ruth et Booz, Symphonie (1850)
- Messe pour trois chanteurs et gros orchestre (1855)
- Le sommeil de Pénélope, monologue lyrique (1856)
- Premier quatuor pour piano, violon, alto et violoncelle (1867)
- Le Parnasse de Raphaël, grande allégorie scénique pour violon (1868)
- Hymne à Sainte Cécile
- La Visière, opéra comique
- Comme l’amour s’en va, opéra comique
- Le salut impérial, cantate

## Ouvrages
- Théorie musicale (1830)
- Duprez, sa vie artistique, avec une biographie authentique de son maître, Alexandre Choron, illustré par Alphonse-Léon Noël (Paris, Magen, 1838)
- Heures de l’enfance, poésie de Mme Virginie Orsini, recueil de prières, cantiques et récréations, à l’usage des maisons d’éducation des deux sexes, collèges, pensionnats, écoles primaires et salles d’asile, mis en musique et précédé d’un Essai sur l’art de chanteur en chœur par A. Elwart, 1838
- Discours sur cette question : Quelles sont les causes qui ont donné naissance à la musique religieuse? Pourquoi s’est-elle écartée de son but? Et quels seraient les moyens de l’y ramener?, 1838
- Études élémentaires de la musique depuis ses premières notions jusqu'à celles de la composition, divisées en trois parties : connaissances préliminaires, méthode de chant, méthode d’harmonie, 1838
- Petit manuel d’harmonie, d’accompagnement de la basse chiffrée, de réduction de la partition au piano et de transposition musicale, contenant en outre des règles pour parvenir à écrire la basse ou un accompagnement de piano sous toute espèce de mélodie, 1839 [lire sur Wikisource]
- Feuille harmonique, contenant la théorie et la pratique de tous les accords du système moderne, 1841
- L'art de jouer impromptu de l'alto (1844)
- Le chanteur-accompagnateur, ou traité du clavier, de la basse chiffrée, de l'harmonie, simple et composée…  (1844)
- Le Chanteur accompagnateur ou Traité du clavier, de la basse chiffrée, de l'harmonie simple et composée, suivi de la manière de faire les notes d'agrément…, 1844
- Projet relatif à l'organisation d'une chapelle-musique municipale de la ville de Paris, 1846
- Histoire de la Société des concerts du Conservatoire impérial de musique, avec dessins, musique, plans, portraits, notices biographiques, 1860
- Manuel des aspirants aux grades de sous-chefs et de chefs de musique dans l'armée, 1862
- Histoire des concerts populaires de musique classique, contenant les programmes annotés de tous les concerts donnés au Cirque Napoléon depuis leur fondation jusqu'à ce jour, suivie de six esquisses sur la vie et les œuvres de J.Haydn, Mozart, Beethoven, Weber, Mendelsohn et R. Schumann, 1864
- Histoire de la Société des Concerts populaires de musique classique (1864)
- Lutrin et orphéon, grammaire musicale dans laquelle le plain-chant et la musique sont appris en chantant des chœurs, enrichie d’airs français arrangés à 2, 3 et 4 voix égales (1865)
- Essai sur la composition chorale (1867)
- Petit traité d’instrumentation à l’usage des jeunes compositeurs, 1869
- Essai sur la composition musicale suivi de Petit manuel d'harmonie, d'accompagnement, de la basse chiffrée, de réduction de la partition au piano et de transposition musicale
- Théorie musicale, solfège progressif
- L’Art de chanter en chœur

## Citations
- Elwart exprime de la « sympathie pour les choses qui contribuent à donner une modeste splendeur au culte si poétique de la religion. »
- « Le mérite de ces œuvres sacrées doit être constaté avec d’autant plus de soin qu’il témoigne du sentiment élevé de leur auteur autant que de son amour désintéressé pour l’art. » Berlioz, Journal des débats du 6 avril 1838
- Qu'est-ce qu'un musicien ? Réponse d'Elwart publiée dans l'Univers musical du 9 juillet 1863 :

« Être musicien, c’est avoir le sentiment inné du beau musical ; c’est comprendre et admirer tout ce qu’il y a de grand, de poétique dans toutes les écoles ; c’est n’avoir de répulsion que pour le laid, l’extravagant, le grotesque ; c’est enfin être assez maître de soi pour avoir le courage d’écouter une œuvre qui mérite ce nom sans la juger d’après l’étiquette du sac. C’est savoir jouir enfin de tous les styles, sans pourtant renoncer à l’admiration sincère et non prévenue que vous inspire tel ou tel maître, tel ou tel virtuose avec lequel notre organisation nous fait volontiers entrer en communauté d’idées. »